# Alpha Indi
α Indi ist mit einer scheinbaren Helligkeit von +3,11 mag der hellste Stern im Sternbild Indianer. Er befindet sich in einer Entfernung von etwa 100 Lichtjahren und befindet sich am Übergang zwischen dem Stadium eines Unterriesen in einen Roten Riesen.
Der Stern hat möglicherweise zwei leuchtschwache Begleiter, welche sich in einer Entfernung von mindestens 2000 AE befinden.